# Nordic Semiconductor
Nordic Semiconductor é uma empresa norueguesa de tecnologia fabless, foi fundada em 1983.
Ela desenvolve semicondutores de comunicações sem fio e software de suporte para engenheiros que desenvolvem e fabricam produtos relacionados a Internet das coisas (IoT).
Seus produtos podem ser aplicados fabricação de acessórios para computadores, controladores de jogos, monitores, sistemas para a educação, equipamentos fitness sem fio, produtos industriais entre outros.
Sua sede fica na cidade de Trondheim na Noruega, tem seu capuital aberto na Bolsa de Valores de Oslo desde 1996.
A companhia foi pioneira no desenvolvimento do Bluetooth Low Energy (BLE), que é uma tecnlogia que consome cerca de 10% de energia do que um eletrônico com base no Bluetooth tradicional consome.
A Nordic é uma empresa fabless ou seja a projeta seus produtos, porém não tem unidades industriais para produzi-los e por isto seus produtos são fabricados por terceiros.
Entre seus clientes estão grande corporações globais como Alibaba, Amazon, Google, Logitech e Microsoft.
A Nordic Semiconductor foi originalmente fundada como Nordic VLSI (NVLSI) em Trondheim, Noruega, no ano de 1983, a empresa foi criada por quatro alunos pós-graduados da Universidade Norueguesa de Ciência e Tecnologia. Inicialmente, a Nordic se concentrava no desenvolvimento de circuitos integrados específicos para aplicações de sinais mistos (ASICs) na região nórdica. Em 2003, a NVLSI passou a se chamar Nordic Semiconductor, ou simplesmente Nordic Semi, para refletir seu foco total em dispositivos sem fio de baixo consumo de energia. No mesmo ano, a empresa lançou seus primeiros dispositivos sem fio operando na faixa de 2,4 GHz. Desde 2003, a Nordic Semiconductor tem se especializado em produtos sem fio para a faixa de 2,4 GHz, com seus dispositivos sendo amplamente utilizados em uma variedade de produtos eletrônicos de marcas conhecidas.
Em 2004 a companhia suíça Logitech lançou o mouse para notebook sem fio V500 com um chip feito pela Nordic Semiconductor.
Cerca de 75% de seus funcionários trabalham em pesquisa e desenvolvimento, sendo que maior parte do desenvolvimento dos produtos da companhia esta na Europa e América do Norte, enquanto a fabricação e a distribuição de seu portifólio esta na Ásia e tem mais de 6.000 clientes em todo o mundo.